# Державна премія Киргизької РСР імені Токтогула Сатилганова
Державна премія Киргизької РСР імені Токтогула Сатилганова (кирг. Кыргыз ССРинин Токтогул атындагы Мамлекеттик сыйлыгынын) — премія Киргизької РСР, заснована в 1965 році постановою ЦК Компартії Киргизії і Ради Міністрів Киргизької РСР в цілях подальшого розвитку киргизької літератури і мистецтва, заохочення видатних творів у галузі літератури, музики, кіно, образотворчого і театрального мистецтва та у зв'язку зі 100-річчям від дня народження великого киргизького акина-демократа Токтогула Сатилганова (1864—1933).
Присуджувалася один раз в 2 роки в день утворення Киргизької Республіки.
Розмір премії 2500 рублів кожна.

## Відомі лауреати
- Айтієв Гапар Айтійович (1966).